# Río Terioshka

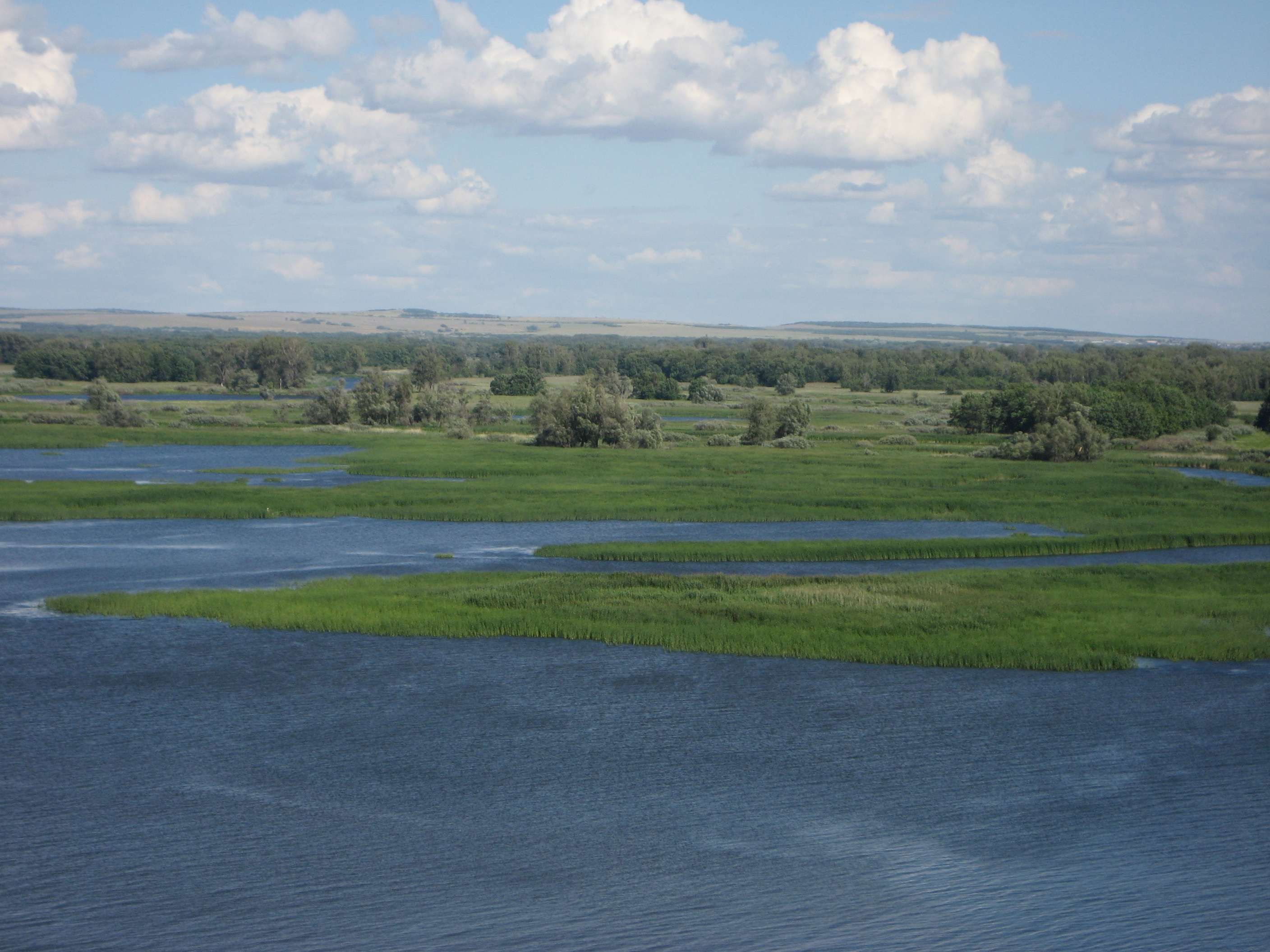
Desembocadura en el Volga.

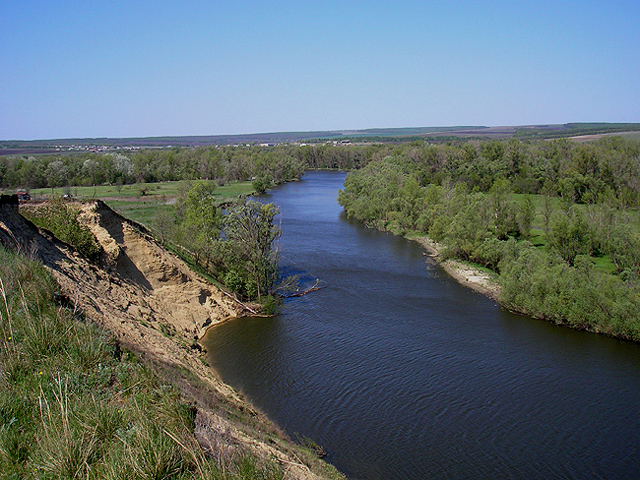
El río a la altura de Podgórnoye.

El río Téreshka (del ruso: Терешка) o Bolshaya Téreshka (Большая Терешка) es un río de Rusia, afluente por la derecha del Volga.
El río tiene una longitud de 213 km, una cuenca de 9.710 km² y un caudal medio a 46 km de la desembocadura de 17.5 m³/s. Discurre por los óblasts de Uliánovsk y Sarátov. Nace en la meseta del Volga, en el sur del óblast de Uliánovsk, a 5 km al oeste de Vérjnaya Téreshka, un pueblo del raión de Stáraya Kulatka. primero el río se dirige hacia el este por un estrecho valle que surca por un paraje agrícola de explotación intensiva. Al llegar a la altura de Radishchevo tuerce hacia el sudeste. Poco después entra en el óblast de Sarátov y pasa a tomar una dirección sursudoeste, siguiendo el curso de la frontera entre los dos óblasts. El resto de su curso es prácticamente paralelo al del Volga, presentando a lo largo del mismo numerosos brazos muertos. Al llegar al pueblo de Kisheli, en el territorio del raión de Voskresenskoye, desemboca en el embalse de Volgogrado, unos 20 km al noroeste de Marks.
El río permanece bajo los hielos desde noviembre-diciembre a marzo-abril. Es de régimen principalmente nival.
No hay ninguna localidad de relevancia en sus orillas.